# Krister Granbom
Bo Krister Granbom, född 9 april 1941, död 26 januari 2023, var en svensk fotbollsspelare som 1964 vann skytteligan i Allsvenskan på 22 gjorda mål.

## Karriär
Säsongen 1964 gjorde Granbom 22 mål på 20 matcher för Hälsingborgs IF, vilket gjorde honom till vinnare av skytteligan. Granbom gjorde mer än hälften av lagets sammanlagda målskörd. Granbom var en stark straffområdesspelare som i fråga om målchans struntade i med vilken kroppsdel bollen fördes i mål; huvud, fot, knä, bröst eller lår kvittade detsamma. Trots skytteligatiteln fick Granbom aldrig göra någon landskamp.

## Meriter

### Individuellt
- Skyttekung i Allsvenskan 1964, 22 mål

### Webbsidor
- Lista på landskamper, svenskfotboll.se, läst 2013 01 29